# Ippolito Salviani

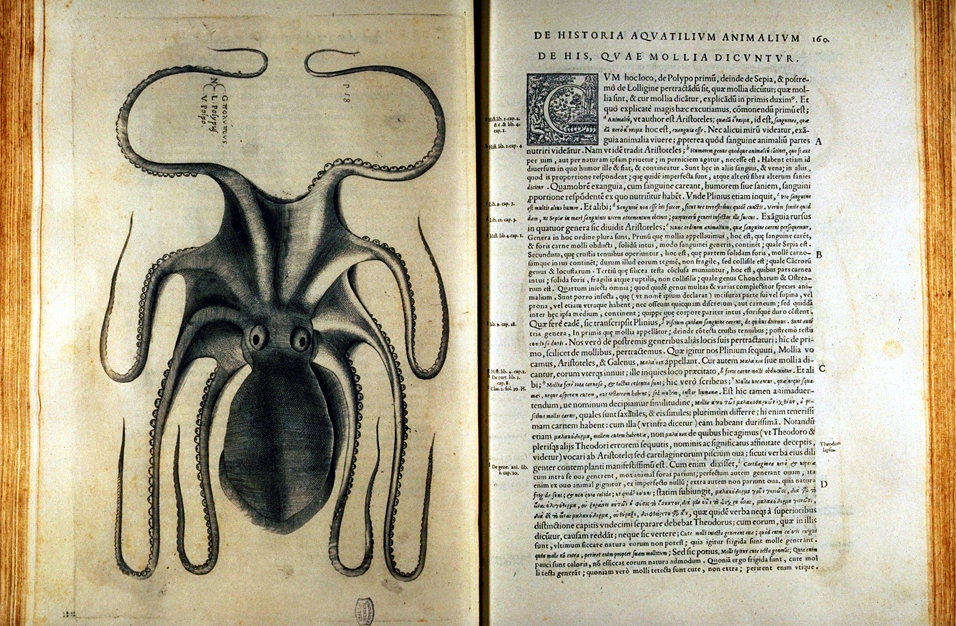
Plancha representando un pulpo.

Ippolito Salviani (1514, Città di Castello 1572, Roma) fue un médico, zoólogo, botánico italiano.

## Biografía
Se instaló en Roma y, a posteriori se convirtió, en el médico papal. Hacia 1550, fue nominado facultativo oficial del papa Julio III, y luego de Marcelo II, de Paulo IV, y del cardenal Farnese. Enseñó medicina en la Universidad de Roma, hasta 1558.
Entre 1554 y 1558, publicó una obra consagrada a los peces intitulada Aquatilium Animalium Historia (xlii + 512 pp.), bien ilustrado y dando una buena información sobre los animales del mar. Además de peces, describió solo unos pocos cefalópodos. Realizó sus colecciones de muchos de sus peces para sus estudios del mercado de Roma. Sus trabajos se publicaron en partes durante un período de tres años. Su uso del grabado en cobre fue muy adecuado para representar los peces, y muy superiores a los grabados en madera con su interpretación realista de los ojos y las escamas. Los grabados de cobre poseen una apariencia científica, pero algunos detalles, como el número correcto y la escala se omitieron
Escribió obras sobre medicina y una obra de teatro, que era frecuente en esa época: La ruffiana.
Tuvo una pasión por las esculturas antiguas, y realizó recolecciones. Él sirvió como un ejemplo para Rondelet y a Pierre Belon, que publicaron medio siglo después, tratados sobre aquellos tópicos.

## Algunas publicaciones
- 1553. La ruffiana, Roma.
- 1554–1558. Aquatilium animalium historiae, liber primus, cum eorumdem formis, aere excusis. Roma. Este es el mejor trabajo que haya sido publicada de peces y animales marinos. El texto da los nombres de los peces está en latín, griego y latín vulgar. Incluye notas largas de cada especie.
- 1556. De crisibus ad Galeni censuram, Roma.